# Andrés Pajares
Andrés Pajares Martín (Madri, 6 de abril de 1940) é um ator, diretor, roteirista e humorista de cinema, teatro e televisão espanhol.
Casado com a atriz Carmen Burguera, com a qual teve seu filho Andrés Burguera (1968), ficou viúvo em 1973. Em 1975 casou-se com Ascensión <<Chonchi>> Alonso, mãe de sua filha Mari Cielo (1976). Separaram-se em 1997. Posteriormente manteve uma relação com Conchi Jiménez entre 1997 e 2003. Em março de 2003 veio a público que tinha outra filha de nome Eva, nascida em 1971. Sua última relação amorosa conhecida ocorria desde 2016 com sua ex-secretária, Juana Gil, com quem casou-se em 5 de dezembro de 2019.